# Loulay
Loulay – miejscowość i gmina we Francji, w regionie Nowa Akwitania, w departamencie Charente-Maritime.
Według danych na rok 1990 gminę zamieszkiwało 786 osób, a gęstość zaludnienia wynosiła 108 osób/km² (wśród 1467 gmin regionu Poitou-Charentes Loulay plasuje się na 389. miejscu pod względem liczby ludności, natomiast pod względem powierzchni na miejscu 978.).